# Depue (Illinois)
Pour les articles homonymes, voir Depue.
Depue, ou De Pue, est un village du comté de Bureau dans l'Illinois, aux États-Unis,. Le village est fondé en 1853, par Benjamin Newell, sous le nom de Trenton. Le nom du village est changé en Shermann, en 1865 puis, en 1867, en DuPu, en référence au lac DuPu. Le nom du village est changé le 14 juillet 1894.

## Démographie
Lors du recensement de 2010, le village comptait une population de 1 838 habitants. Elle est estimée, en 2016, à 1 727 habitants.